# Кот Володимир Володимирович
Володи́мир Володи́мирович Кот (1978—2022) — старший сержант, кавалер ордена «За мужність» III ступеня (посмертно).

## Життєпис
Народився 30 вересня 1978 в місті Звягель.
Старший сержант, командир розідвзводу 47-го батальйону.
Загинув 9 червня 2022 на Світлодарській дузі в Донецькій області. Загинув під час виконання бойового завдання.
Залишилося дві доньки

## Нагороди і вшанування
- Нагороджений орденом «За мужність» III ступеня (посмертно; рішення Звягельської міської ради від 01.06.2023 № 886)[1].
- Почесний громадянин Звягеля (посмертно)[6]